# Brazilská komunistická strana
Brazilská komunistická strana (Partido Comunista Brasileiro – PCB) byla založena na zakládajícím kongresu v Niterói (Rio de Janeiro) 25. března 1922. Na tomto kongresu se sešli zástupci několika brazilských politických skupin vyznávajících myšlenky komunismu. Schválili tam také 21 podmínek pro vstup do Komunistické internacionály, i když ta zpočátku kvůli programu PCB tuto stranu neuznávala.
Prvním generálním tajemníkem PCB byl Abilio de Nequete. V letech 1943 až 1980 byl generálním tajemníkem PCB legendární Rytíř naděje Luis Carlos Prestes. Od roku 2005 zastává tuto funkci Ivan Pinheiro. PCB volí i předsedu. Tím byl v létech 1992 až 1996 architekt Oscar Niemeyer.
Na 10. kongresu v roce 1962 se z PCB odštěpila revizionistická frakce. PCB ztratila parlamentní zastoupení.
Komunistická strana Brazílie (Partido Comunista do Brasil – PCdoB) vznikla roku 1962 ze skupin (na kongresu se k této platformě hlásilo celkem asi 100 členů), které uvnitř PCB od konce padesátých let zastávaly revizionistické a maoistické postoje. V době svého vzniku přešla PCdoB do ilegality (PCB byla v té době rovněž zakázána). Za legální byla uznána až v červnu 1988.
V prezidentských volbách roku 1989 šla PCdoB do koalice se stranou pracujících (Partido dos Trabalhadores - PT), kterou vedl Luiz Inácio Lula da Silva, Koalice získala 47% hlasů a ve volbách zvítězila. Toto vítězství se zopakovalo ještě ve volbách v letech 1994, 1998 a 2002.
V roce 2008 byla PCdoB v koaliční vládě, vůdcem koalice byl brazilský prezident Lula da Silva. Strana má asi 70000 členů. Předsedou strany je Renato Rabelo.